# إلدون جورج
إلدون جورج هو جيولوجي كندي، ولد في 10 مايو 1931 في بارسبورو ‏ في كندا، وتوفي في 29 نوفمبر 2018.